# Heer Bommel en de trullenhoedster
Heer Bommel en de trullenhoedster of kortweg De trullenhoedster is het 116de verhaal uit de Bommelsaga, geschreven en getekend door Marten Toonder. Het verhaal verscheen voor het eerst op 6 september 1966 en liep tot 5 december van dat jaar. In dit verhaal verdwijnen de mannen uit Rommeldam.

## Samenvatting
Hocus Pas helpt een arme weduwe door haar dochter Ivy te adopteren, maar hij doet dit niet uit goedhartigheid.
Op een dag ziet de markies de Canteclaer een poort op de heide. Hij ziet een fraaie jongedame erdoor verdwijnen. Opgelaten doet hij zijn verhaal in de Kleine Club en wekt zo de nieuwsgierigheid van veel clubleden. Heer Bommel is ook nieuwsgierig, maar Doddeltje is al wezen kijken en verbiedt hem erheen te gaan. Bovendien heeft hij al gauw wat anders aan zijn hoofd, want Joost verdwijnt plotseling. Heer Bommel ontmoet kort hierna toevallig Ivy, die een hondachtig diertje uitlaat. Het blijkt een trul te zijn. Dan verschijnt ook Hocus Pas en hij neemt de trul mee. De markies bezoekt de poort, die is veranderd in een oosters kasteel, en hij verdwijnt. Tom Poes was getuige. 
Op slot Bommelstein heeft Doddeltje Joost vervangen. Tom Poes komt zijn verhaal doen. Op zijn aandringen gaat de kasteelheer de verdwijningen melden bij commissaris Bulle Bas, die gaat kijken op de hei. Zich opwindend over de antwoorden van Ivy gaat hij haar opschrijven. Op dat moment kijkt Ivy hem aan; Bulle Bas wordt gedeeltelijk gered door een trul die hem van achter voor een tweede keer neerwerpt. Hij wordt door de burgemeester wegens zijn warrig verslag met verlof gestuurd. De burgemeester is de volgende dag zelf verdwenen na een bezoek aan de heide.
Nog onbewust van de verdwijningen worden de leden van de Kleine Club door Hocus Pas en zijn aangenomen dochter uitgenodigd om kennis te komen maken in het restaurant De Gouden Karper. Tom Poes voorkomt dat zijn vriend wordt toegelaten. Dat feest heeft een dergelijk succes dat alle belangrijke Rommeldammers de volgende dag persoonlijk op bezoek gaan bij de poort, waarna ook zij spoorloos verdwijnen. Tom Poes ziet het gebeuren. Alleen ambtenaar Dorknoper maakt rechtsomkeert, dankzij een waarschuwing van Tom Poes. Hij reorganiseert het stadsbestuur ex artikel 19 en neemt nu het bestuur over en wel zodanig dat hij en twee vrouwen de macht hebben. Vanaf dat moment worden mannen niet meer toegelaten bij de poort op de heide. Heer Bommel leest de berichtgeving is nu van plan zelf op onderzoek uit te gaan.
Heer Bommel blaast, als vrouw verkleed, met dynamiet de poort op. Hiermee is de bescherming van de trullenkudde verdwenen, maar de barmhartige heer leidt Ivy en de beesten naar zijn slot Bommelstein. De trullen zijn heel aanhankelijk tegenover de kasteelheer. Ivy legt uit dat morgen de veewagen komt en dat ze dan geslacht zullen worden. Hierop vertrekt Heer Bommel uit zijn kasteel naar een hotel. Ivy verwijt zichzelf nu dat ze hem niet één keer heeft aangekeken.
Tom Poes heeft een vreselijk vermoeden over wat er aan de hand is, maar dankzij een botanische les door professor Prlwytzkofsky ontdekt hij de waarde van droeselkruid, dat ineens niet meer op de heide groeit. Hij gaat dit in het Donkere Bomen Bos verzamelen. Op zijn zoektocht komt hij bij het huisje van de heks terecht die hij helpt bij het verwerken van een grote oogst droeselkruid. Ze legt uit dat je met droeselkruid kunt herstellen wat geweest is. De aangeboden slaapgevende repelsoep gooit hij in haar gezicht en hij vertrekt met een grote zak droeselkruid naar kasteel Bommelstein.
Heer Bommel biedt inmiddels Ivy een boeket herfstbloemen aan. Die klaagt over een net ontsnapte trul en de nog ongetemde heren. "Jij, de professor en Tom Poes". Ze waarschuwt de kasteelheer dat hij weg moet zijn, voordat ze haar oog op hem laat vallen. Tom Poes voert wat droeselkruid aan de trul. De professor bestudeert de vormverandering met een loep. Hij ziet het lichtschuwe 'keldertjesdier' ploderen tot een Joost-bediende. Tom Poes was intussen met zijn kruidenzak al naar de achterkant van het kasteel weggehold.
Intussen arriveert magister Pas bij het kasteel met de voorspelde veewagen. Tom Poes klimt door het open keukenraam naar binnen en werpt het droeselkruid op de vloer waarbij hij de trullen roept. 
Heer Bommel en Joost lopen naar de voorkant van het kasteel. Hocus Pas wordt bij de voordeur ondersteboven gelopen door de losgebroken menigte van mannelijke Rommeldammers. Heer Bommel vraagt hardop verantwoording van Ivy. Hocus Pas was dus te laat aangekomen met zijn veewagen om de dieren te slachten en zo zijn honger naar levenskracht te stillen. Hij vraagt opheldering aan zijn pleegdochter Ivy. Die wijt de mislukking aan het binnengesmokkelde structuurherstellende droeselkruid. "Het aankijken helpt maar een keer", verklaart Ivy, waarop ze zich de haren uit de ogen strijkt en de magister persoonlijk aankijkt. Deze vervalt tot dolle drift en het duo vliegt weg als een paar grote zwarte raven.
Heer Bommel en Joost zijn nog steeds op zoek naar het herderinnetje en de trullen. Hij treft alleen Doddeltje aan die zich beklaagt over de roddelende dames Netelblom en Putter. Burgemeester Dickerdack leest aan zijn bureau ambtenaar Dorknoper de les over de twee vrouwen op te hoge posten. Tom Poes leest in de bibliotheek op het kasteel dat de kracht van een heks schuilt in haar ogen. Alleen personen met een onberispelijke levenswandel kunnen aan haar blik weerstand bieden.
Op het afsluitend diner voor de twee vrienden en hun buurvrouw weet Heer Bommel nog steeds niet waar die arme trullenhoedster is gebleven. Tom Poes legt uit dat ze een heks was. 

##### Verworpen aflevering 5908
In de laatste aflevering 5908 leert heer Bommel in zijn bibliotheek de kracht van een onberispelijk heer kennen tegenover een heks. De president van de Kleine Club biedt alsnog zijn ontslag aan bij de burgemeester ten gunste van de hem onbekende vicepresident. De professor weet zelfs na raadpleging van de hooggeleerde Nimant niet wat een trul is. "Ach, het is ja alles zo onwetenschappelijk!"

## Bewerkingen
Dit verhaal werd in 1997 bewerkt tot een musical, die werd uitgevoerd door Opus One.

## Voetnoot
1. ↑  Ook Dorknoper ontbreekt.
2. ↑  Zowel in de pockets van de Bezige Bij als in de Volledige Werken wordt plaatje 5908 verworpen. De Volledige Werken drukken het achter in de uitgave gescheiden af.

## Hoorspel
- De trullenhoedster in het Bommelhoorspel